# 러닝메이트 (드라마)
러닝메이트(Running Mate)는 한진원 작가의 감독 데뷔작인 2025년 한국 스트리밍 TV 시리즈로 이정식, 최우성, 홍화연이 주연을 맡았다. 이 시리즈는 모범생이 자신의 이미지를 개선하기 위해 학교 학생회의 러닝메이트가 되는 이야기를 담고 있다.
2023년 10월 6일 제28회 부산국제영화제 '온스크린' 부문에서 9부작 중 3편이 상영됐다. 이후 2025년 TVING을 통해 공개될 예정이다.

## 출연

### 주요 인물
- 윤현수 : 노세훈 역
- 이정식 : 곽상현 역
- 최우성 : 양원대 역
- 홍화연 : 윤정희 역
- 이봉준 : 박지훈 역
- 김지우 : 하유경 역

### 주변 인물
- 옥진욱
- 윤도건 : 강재원 역
- 이재이 : 현진 역
- 황성빈 : 주완식 역
- 박근록 : 신준규 역
- 권한솔 : 조한별 역
- 한현준 : 김기재 역
- 박정우: 오호석 역
- 이승헌 : 최종수 역
- 윤현식 : 안태오 역

### 특별 출연
- 주현영
- 김영대

## 참고 사항
- 제28회 부산국제영화제 공식 초청작으로 선정되었다.